# Oswald von Wolkenstein
Oswald von Wolkenstein (ur. w 1376 albo 1377, prawdopodobnie w Pustertal w Tyrolu Południowym, zm. 2 sierpnia 1445 w Merano) – niemiecki kompozytor, poeta i dyplomata w służbie cesarza Zygmunta Luksemburskiego.
W wieku dziesięciu lat opuścił zamek ojca w Tyrolu, i jako giermek i woj wędrował po wielu krajach, od Rosji po Anglię, Turcję i Arabię. Gdy po śmierci ojca w 1399 wrócił do rodzinnego domu, niewidzący na jedno oko, bracia wysłali go do Ziemi Świętej. Od 1415 był na służbie cesarza Zygmunta Luksemburskiego, z którego świtą przebywał we Francji, Hiszpanii, Portugalii i Italii. W 1417 ożenił się z Margarete von Schwangau, Gretą z jego pieśni miłosnych. W trakcie procesu o spadek został trzykrotnie wtrącony do więzienia. Pieśni Wolkensteina są zapisem barwnych kolei jego życia. 